# Антонін Враницький
Антонін Враницький (13 червня 1761, Нова Шиша — 6 серпня 1820, Відень) — чеський скрипаль і композитор, зведений брат Павла Враницького. Антонін Враницький був учнем Моцарта, Гайдна та Альбрехтсбергера, про що згадується в листі Павла Враницького до музичного видавця Андре.

## Список творів

### З номером твору
- Тв. 1 Три струнні квартети. Опубліковано Гофмейстером близько 1803 року. (Ці дати не обов'язково дату їх першого видання — швидше республікації.)
- Тв. 2 Три струнні квартети. (у C, F та B ♭) Видано у Відні Magazin du Musique близько 1790 року. (Бібліотека університету Дюка має свою копію.)
- Тв. 4 Три струнні квартети.
- Тв. 5 Шість струнних квартетів. Видано Андре, близько 1800 р.
- Тв. 6 сонат для скрипки з акомпанементом баса (копія знаходиться в бібліотеці в Гаазі.)
- Тв. 7 варіацій для 2 скрипок. (Опубліковано Андре в 1807 році. Джерело див. 6.)
- Тв. 8 струнних квінтетів (з двома віолончелями). З них ні. 2 соль мінор було перевидано у колекції класичних струнних квінтетів Шотта в Майнці в 2005 році, разом із квінтетами Франтішека Кроммера, Франца Антона Гофмейстера, Ігнаца Плейеля, Джузеппе Камбіні, Йоганна Брандла, Вацлава Піхля, Гаетано Брунетті, Антоніо Капуцці, Флоріана Леопольд Гассманн та Франческо Занетті. Андре опублікував цей набір як "Drei Quintetten fûr eine Violine, zwei Violen und zwei Violoncelle … 8tes. Werk. "У 1802 р.[7]
- Тв. 9 дуетів на 2 скрипки.
- Тв. 10 Струнний квінтет для скрипки, двох альтів та двох віолончелей. (опубліковано 1803, перевидано 1996)[8]
- Тв. 11. Концерт (№ 7?) Для скрипки до мажор. Опубліковано Духаном у 1804 році. Перевидана в найсвіжішому виданні в 1958 році Чеським Худебні, знайденим у Празі.
- Тв. 20 Три дуети для двох скрипок (перевидано Уолхолом у Магдебурзі, у 2002 р.)
- Тв. 56 Дві сонати для скрипки з басом[9]

### Без номеру
- «Musique du carrousel éxécuté par la noblesse de Vienne»[10] (близько 1803 р.)
- Двадцять варіацій для двох скрипок. (видано в 1791 р. у Відні Magazin de musique)
- Кассаціо фа мажор для п'яти альтів або чотирьох альтів і фаготу (Rarities for Strings Publications in Bristol, Conn., 1979.)
- Дует для скрипки та віолончелі до-мінор. (Medici Music Press, Беллінгем, штат Вашингтон, c1985. Під редакцією Т. Донлі Томаса.)
- Дует для скрипки та віолончелі соль мінор. (Medici Music Press, Беллінгем, штат Вашингтон, c1985.)
- Симфонії в тому числі
  - Симфонія до-мінор, C4; під редакцією Єви Геннігової-Дубової та опублікованої в «Симфонії в Угорщині», «Симфонія», 1720—1840. Серія B ; 12. Нью-Йорк: Garland Publishing, Inc., 1984.
  - Симфонія D, також під редакцією Єви Геннігової, випущена в серії Maestri antichi boemi в 1976 році.
  - Симфонія до мажор 1796 року Афродіта, записана Володимиром Валеком та камерним оркестром Дворжака.
- Тріо на два гобої та англійський ріг до мажор. Сучасне видавництво: Базель, Швейцарія: Видання Kneusslin, c1982. (Записано.)
- Ехо-сонат ре мажор для 4 флейт; сучасне видавництво: Zimmermann in Frankfurt, 2000
- Тріо в E ♭ нос. 1-3, для скрипки, альту та рогу (видання Hanz Pizka у Кірхгаймі, 1997)
- Концерти A та B ♭ для скрипки та оркестру. (Останній, опублікований Артією у 1944 р. У форматі фортепіанного звучання, перший у виданні під редакцією Йіндржиха Фельда, був опублікований в 1933 р. З. Вльком у Празі як «концерт № 14», що свідчить про те, що може існувати ще щонайменше 12.
- Концерт для скрипки в B ♭ для скрипки Антоніна Враницького — як «Антон Враницький» — був опублікований Musica Antiqua Bohemica в 1965 році в стилі фортепіано.WorldCat link. OCLC 4267429. OCLC 4267429 .
- Концерт для віолончелі ре мінор. Записано Празьким камерним оркестром для Супрафона в 2012 р.[11]
- Концерт до мажор для двох альтів та оркестру. Записано кілька разів, партитура випущена в 1958 році Прагою : Český hudenbní fond, 1958 за редакцією Е. Градецького.
- Концерт для скрипки та віолончелі з оркестром. Записала Musica Bohemica.  [Архівовано 18 серпня 2018 у Wayback Machine.]
- Секстет для флейти, гобоя, скрипки, двох альтів та віолончелі
- XII варіації першого віоліно соло supra la canzonetta Ich bin liederlich du bist liederlich (опубліковано в 1798 р.)
- Щонайменше шість струнних квартетів концертантів, які не можуть мати номер опусу («концерт» квартети) (у виконанні квартету Мартіно), щоб додати до вищесказаного. (Записано.[12])
- Маса в E ♭ (записано в 1985 році.)
- Можливо, октетна партія для вітрів (дерев'яні духові та роги) фа мажор колись приписувалася Джозефу Гайдну.[13][14]
- Квінтет для гобою, скрипки, альта, віолончелі та контрабаса соль мінор[8]